# Концепція права
Концепція (Поняття) права (ISBN 0-19-876122-8) - найбільш відома робота філософа права Г. Гарта. Вперше була опублікована в 1961 році. Розвиває теорію юридичного позитивізму Гарта  (ідеями якого є те, що закони це правила, які написані людьми, і що немає ніякого необхідного зв'язку між правом і мораллю) в рамках аналітичної філософії. У цій роботі Гарт вирішує  написати есе з описової соціології та аналітичної юриспруденції. Концепція права дає відповідь на низку традиційних правознавчих питань, таких як "Що таке право?", "Чи повинні  закони бути правилами?", та "Який зв'язок  між правом та мораллю?". Гарт відповідає на ці запитання розташовуючи  право в соціальному контексті і в той же час залишає можливість для ретельного аналізу юридичних термінів. Праця справила ефект «пробудження англійської  юриспруденції від солодкої дрімоти". . 
У результаті книга Гарта стала "однією з найвпливовіших робіт в сучасній філософії права ", а також розглядається як одне з основних успішних напрацювань аналітичної філософії права ", , і  " найбільш успішною роботою в галузі аналітичної юриспруденції, яка коли-небудь існувала у світі загального права ".

## Основа книги
Книга "Концепція Права" написана на основі лекцій Гарта, з якими він виступав у 1952 році. Їм передувала лекція Гарта «Позитивізм та відокремлення права та моралі» в рамках лекцій Холмса у правовій школі Гарвардського університету. Книга  розвиває сучасну теорію  юридичному позитивізму.
Серед ідей, розвинених  в книзі:
- Критика теорії Джона Остіна, що право є наказом суверена, підкріпленим загрозою покарання.
- Відмінність між первинними і вторинними правовими нормами, де первинне правило регулює поведінку, а вторинне - дозволяє  створювати, змінювати або скасовувати первинне.
- Розрізнення внутрішньої і зовнішньої точок зору на право і норми, близьке до (та до певної міри зумовлене) розрізнення соціологічної та правової перспективи права Макса Вебера.
- Ідея правила визнання - соціального правила, що визначає відмінності між нормами, що мають статус права, і тими, що його позбавлені. Гарт розглядав правило визнання як еволюцію від "Grundnorm" або "основної норми" Ганса Кельзена.
- Відповідь Рональду Дворкіну, який у " Taking Rights Seriously " (1977)," A Matter of Principle "  (1985) і " Law's Empire " (1986) критикував юридичний позитивізм в цілому і особливо точку зору Гарта.

## “Командна теорія” Остіна.
Відправною точкою для обговорення стало невдоволення Гарта "Командною теорією" Джона Остіна  -  юридичною концепцією, яка стверджує, що право є командою, заснованою на загрозі санкції та застосовуваною повсюдно. Гарт уподібнює право за теорією Остіна до ролі бандита в банку і намагається встановити відмінності між наказами бандита і наказами, зробленими на основі права. Наприклад, бандит змушує нас підкорятися йому, але ми  можемо не відчувати прихильності підкорятися йому. Презюмовано, що підкорення праву пов'язане з іншим почуттям.
Гарт виділяє три таких важливих відмінності: зміст, походження та рівень обов'язковості. З точки зору змісту, не всі закони є обов'язковими або примусовими. Деякі з них є стимулюючими, дозволяючи нам укладати договори та вступати до інших правові відносини.
Остін вважав, що кожна правова система повинна мати суверена, який створює право (походження), в той час як сам не підлягає йому (півень обов'язковості), наприклад, як бандит в банку, який є єдиним джерелом команд, і який не піддається командам інших. Гарт стверджує, що це неточний опис права, зазначаючи, що закони можуть мати кілька джерел і законодавці дуже часто підпорядковуються праву, яке вони створюють.

## Соціальні звички, правила та закони
Гарт показує відмінність між соціальною звичкою (якій люди зазвичай слідують, але порушивши її не зазнають осуду – наприклад, звичка ходити у кіно в четвер) і соціальним правилом (де порушення правила вважається неправильним, наприклад не зняти капелюха при вході до церкви). У деякому розумінні, ми почуваємо себе зв'язаними  соціальними правилами і законами, які зазвичай вважаються видами соціальних правил.
Існує два погляди на це: зовнішній, який є незалежно спостережуваним фактом, що люди мають схильність регулярно слідувати правилам, і внутрішній, який полягає у відчутті індивідом певного обов'язку дотримуватися правила. Саме з цього внутрішнього аспекту, право набуває свою нормативну властивість. Дотримання населенням правила називається ефективністю. Жодне право не можна назвати ефективним, якщо його не дотримується більшість населення. Хоча середньостатистичний громадянин у сучасній державі з розвиненою правовою системою може відчувати внутрішній аспект і буде змушений слідувати законам, важливіше, щоб представники влади країни мали таку внутрішню переконаність, тому що саме вони вирішують, чи слідувати конституційним положенням, які вони за бажанням можуть проігнорувати без відповідальності за це. Проте, чиновники повинні використати внутрішній аспект і сприйняти стандарти, що спрямовують їхню та, на додачу, поведінку інших чиновників.
Але закони це більше ніж правила поведінки. Їх можна розділити на два види: первинні правила (правила поведінки), і вторинні правила (правила що стосуються суб'єктів влади та які створені, щоб визначати дію основних правил). Вторинні правила стикаються з трьома проблемами: першою проблемою є невизначеність того, що таке право (вторинне правило для цієї дилеми називається правилом визнання й установлює критерії дійсності права), другою проблемою є суворість правил (яка вимагає правил внесення змін, які б дозволяли вносити зміни до законів), третьою проблемою є те, як вирішувати правові суперечки (що дає початок правилам судочинства). Правова система є "союзом первинних і вторинних правил."
Зрештою, Гарт дає нам зрозуміти, що закони є чимось ширшим, аніж примусові накази, всупереч "командній теорії" Остіна. Часто закони уповноважують і тим самим дають змогу громадянам вчиняти обов'язкові акти, такі як заповіти, договори, які мають юридичну силу.